# Líbiában történt légi közlekedési balesetek listája
A Líbiában történt légi közlekedési balesetek listája mind a halálos áldozattal járó, mind pedig a kisebb balesetek, meghibásodások miatt történt, gyakran csak az adott légiforgalmi járművet érintő baleseteket is tartalmazza évenkénti bontásban.

## Líbiában történt légi közlekedési balesetek

### 2010
- 2010. május 12., Tripoli. Az Afriqiyah Airways 771-es járata, egy Airbus A330-202 típusú utasszállító repülőgép pilótahiba és műszaki, repüléstechnikai okok miatt leszállási manőver végrehajtása közben a földnek csapódott. A gépen utazó 93 utas és 11 fő személyzet közül kettő fő élte túl a balesetet, ám egyikük később elhunyt.[1][2]